# Ferdinand Maxmilián Brokoff
Ferdinand Maxmilián Brokoff, né le 12 septembre 1688 et mort le 8 mars 1731, est un sculpteur tchèque.

## Biographie
Né en 1688, il est le fils du sculpteur sur bois Jan Brokoff (en). Il est formé dans l'atelier de son père où travaille son frère aîné Michael Johann Joseph. Lorsqu'il a une vingtaine d'années, Ferdinand Maxmilián prend la direction de l'atelier.
Il participe à la décoration plastique du pont Charles avec des travaux indépendants jusqu'en 1709. Parallèlement à ces travaux, il est employé dans des palais de la noblesse et des places publiques (cariatides en forme de maure au Palais Morzin, Prague, 1713/14). En collaboration avec J. B. Fischer von Erlach, il réalise en 1715/16 son projet de tombeau pour le chancelier suprême de Bohême, le comte Wratislaw v. Mitrowitz (St. Jacob, Prague), puis un grand relief en marbre représentant la famille du Christ dans l'église de Tyn à Prague (1718). Au début de l'année 1722, Fischer von Erlach l'appelle à Breslau pour décorer la chapelle de la cathédrale princière. En 1726, il est de nouveau à Prague où il réalise la colonne de Marie sur la place Hradschiner (1726-28). Il est ensuite appelé à Vienne où, la même année, il réalise le modèle de la scène en stuc du maître-autel de l'église Saint-Charles de Vienne, qu'il exécute probablement lui-même. En 1728, il devient citoyen de la ville nouvelle de Prague. En 1729, Ferdinand Maxmilián Brokoff est appelé à décorer l'église cistercienne en construction à Grüßau (Silésie), où il travaille sur les modèles jusqu'en mars 1730. Il meurt, comme son frère, d'une maladie pulmonaire.

## Travail
Son importance pour la sculpture tchèque réside dans l'introduction de la composition de figures en mouvement dans l'esprit du baroque italien du Bernin. Ferdinand Maxmilián Brokoff n'est cependant pas allé aussi loin que M. Braun dans la résolution des surfaces et des contours.